# Foster Farms Bowl 2015
Match précédent Match suivant
Le Foster Bowl 2015 est un match de football américain de niveau universitaire  joué après la saison régulière de 2015, le 26 décembre 2015 au Levi's Stadium de Santa Clara en Californie.
Il s'agit de la 14e édition du Foster Bowl.
Le match a mis en présence les équipes des Cornhuskers du Nebraska issus de la Big Ten Conference et des Bruins d'UCLA issus de la Pacific-12 Conference.
Il débute vers 18:20 heures locales et est retransmis en télévision sur ESPN.
Nebraska gagne le match 37 à 29.

## Présentation du match
| Équipes                                                                                   | Conférences | Entraîneurs | Stats. saison rég. |
| ----------------------------------------------------------------------------------------- | ----------- | ----------- | ------------------ |
| Cornhuskers du Nebraska                                                                   | Big Ten     | Mike Riley  | 5-7                |
| Bruins d'UCLA                                                                             | Pac-12      | Jim L. Mora | 8-4                |
| Arbitre : Ron Cherry (ACC) Équipe donnée favorite par les bookmakers : UCLA à 6½ contre 1 |             |             |                    |

Il s'agit de la 13e rencontre entre ces deux équipes, mais la 1re à l'occasion d'un Bowl FBS.
En début de saison, ces deux programmes avaient d’autres ambitions que de participer à ce Foster Farms Bowl. Aussi, une défaite dans ce match serait un coup dur pour deux équipes qui visaient le titre de champion de leur division respective. 

### Cornhuskers du Nebraska
QB Tommy Armstrong (2 856 yards, 21 TDs, 16 INTs en 2015) devra faire mieux que ses 16 interceptions commises en 2015. La défense des Huskers a aussi été régulièrement mise en difficulté au cours de la saison.
Avec un bilan global en saison régulière de 5 victoires et 7 défaites, Nebraska ne devait pas être éligible pour jouer un bowl mais Le nombre d'équipe éligible au terme de la saison régulière (77) étant inférieur au nombre d'équipe nécessaire pour compléter les bowls FBS, trois équipes avec un bilan négatif ont été repêchées en fonction de leur meilleur coefficient au sein de la FBS(Academic Progress Rate). Ce fut le cas de Nebraska qui accepte de participer au Farm Foster Bowl de 2015.
Ils terminent 4e de la West Division de la Conférence Big Ten derrière #9 Iowa, #23 Northwestern et #21 Wisconsin avec un bilan en division de 3 victoires et 5 défaites.
À l'issue de la saison 2015, ils n'apparaissent pas dans les classements CFP , AP et Coaches.
Il s'agit de leur 1er apparition au Foster Farm Bowl.

### Bruins d'UCLA
Avec un bilan global en saison régulière de 8 victoires et 5 défaites, UCLA est éligible et accepte l'invitation pour participer au Foster Farms Bowl de 2015.
Ils terminent 3e de la Soith Division de la Pac 12 derrière USC et #17 Utah avec un bilan en division de 5 victoires et 4 défaites.
À l'issue de la saison 2015 (bowl compris), ils n'apparaissent pas dans les classements CFP , AP et Coaches.
Il s'agit de leur 2e participation au Foster Farms Bowl lequel était appelé Emerald Bowl en 2005 lors de leur victoire 38 à 10 sur les Yellow Jackets de Georgia Tech.
Le true freshman QB Josh Rosen (3 350 yards, 20 TDs, 9 int. en 2015) jouera le premier bowl de sa carrière au terme d’une saison convaincante. Ce dernier pourrait connaître un grand match face à une défense adverse régulièrement en difficulté cette saison. Il faut aussi relever la bonne saison de RB Paul Perkins, l’un des running back les plus sous-estimés du pays.

## Résumé du match
| QT          | Temps       | Drive       | Drive       | Drive       | Équipe      | Description de l'action | Score | Score |
| QT          | Temps       | Jeux        | Yards       | TDP         | Équipe      | Description de l'action | UCLA  | NEB   |
| ----------- | ----------- | ----------- | ----------- | ----------- | ----------- | ----------------------- | ----- | ----- |
| 1           |             |             |             |             |             |                         |       |       |
| 1           |             |             |             |             |             |                         |       |       |
| 2           |             |             |             |             |             |                         |       |       |
| 2           |             |             |             |             |             |                         |       |       |
| 2           |             |             |             |             |             |                         |       |       |
| 2           |             |             |             |             |             |                         |       |       |
| 3           |             |             |             |             |             |                         |       |       |
| 3           |             |             |             |             |             |                         |       |       |
| 4           |             |             |             |             |             |                         |       |       |
| 4           |             |             |             |             |             |                         |       |       |
| Score final | Score final | Score final | Score final | Score final | Score final | Score final             | 29    | 37    |

## Statistiques
| Statistiques par Équipes               | Statistiques par Équipes | Statistiques par Équipes |
| Statistiques                           | UCLA                     | NEB                      |
| -------------------------------------- | ------------------------ | ------------------------ |
| 1er downs                              | 17                       | 31                       |
| Conversion de 3e Down                  | 5/12                     | 7/11                     |
| Conversion de 4e Down                  | 1/2                      | 0/0                      |
| Jeux–yards                             | 57 jeux pour 386 yards   | 81 jeux pour 500 yards   |
| Yards à la course                      | 67                       | 326                      |
| Yards à la passe                       | 319                      | 174                      |
| Passes : Réussies-Tentées-Interceptées | 26/41, 2 int.            | 12/19, 0 int.            |
| Réussite en zone rouge/chances         | 2/3                      | 5/6                      |
| TD                                     | 4                        | 5                        |
| Field Goals                            | 0/1                      | 1/1                      |
| Sacks (Nombre-Yards gagnés)            | 1/7 yards gagnés         | 0/0                      |
| Fumbles (Nombre/Perdus)                | 2/0                      | 1/1                      |
| Pénalités (Nombre/Yards perdus)        | 7/56 yards perdus        | 8/38 yards perdus        |
| Temps de possession                    | 21:45                    | 38:15                    |

| Meilleurs Joueurs (MVPs) | Meilleurs Joueurs (MVPs) | Meilleurs Joueurs (MVPs) | Meilleurs Joueurs (MVPs) |
| ------------------------ | ------------------------ | ------------------------ | ------------------------ |
| 'Systèmes                | Noms                     | Équipes                  | Postes                   |
| Attaque                  | Tommy Armstrong, Jr.     | QB                       | Nebraska                 |
| Défense                  | Jaleel Wadood            | DB                       | UCLA                     |

| Statistiques Individuelles | Statistiques Individuelles | Statistiques Individuelles             |
| -------------------------- | -------------------------- | -------------------------------------- |
| Quaterbacks                |                            |                                        |
| UCLA                       | Josh Rosen                 | 26/40, 319 yards, 3 TDs, 1 int.        |
| NEB                        | Tommy Armstrong Jr.        | 12/19, 174 yards, 1 TD, 0 int.         |
| Meilleurs Coureurs         |                            |                                        |
| UCLA                       | Paul Perkins               | 12 courses pour 68 yards et 1 TD       |
| NEB                        | Devine Ozigbo              | 20 courses pour 80 yards, 0 TD         |
| Meilleurs Receveurs        |                            |                                        |
| UCLA                       | Darren Andrews             | 6 réceptions pour 38 yards, 0 TD       |
| NEB                        | Brandon Reilly             | 3 réceptions pour 38 yards, 0 TD       |
| Meilleurs Tackleurs        |                            |                                        |
| UCLA                       | Kenny Clark                | 8 tacles en solo, 3 assistes et 1 sack |
| NEB                        | Joshua Kalu                | 7 tacles en solo et 1 assiste          |